# Telões (Amarante)
Telões is een plaats (freguesia) in de Portugese gemeente Amarante en telt 4 535 inwoners (2001).

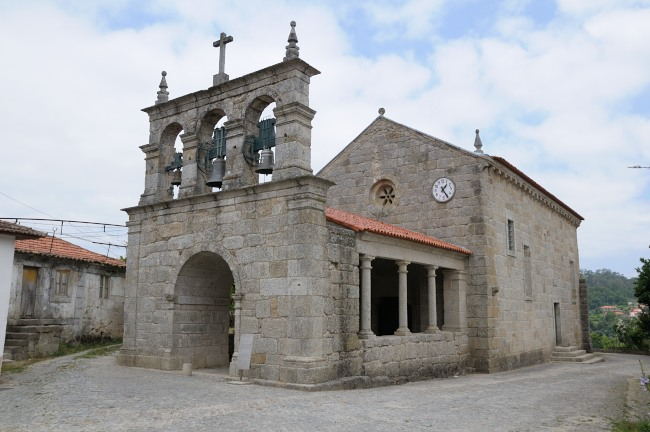
Igreja de Santo André de Telões (Amarante).